# 花谷麻妃
花谷麻妃（2002年3月16日—）是日本的女性聲優、歌手，兵庫縣出身。隸屬於SPACE CRAFT聲優部。原本是偶像團體Fullfull☆Pocket的成員。

## 人物
2016年4月27日演唱電視動畫《熊巫女》的片頭曲，並以歌手身分出道。
2017年3月18日宣布從Fullfull☆Pocket畢業，並專心於聲優工作。
曾想過加入自衛隊，在中學時拼命練習劍道。

## 演出作品
※粗體字為主要角色。

### 電視動畫
2016年
- 熊巫女（安東亞紀）

### OVA
2023年
- 偶像大師 灰姑娘女孩 U149（遊佐梢）※Blu-ray第4卷收錄

### 遊戲
2019年
- 偶像大師 灰姑娘女孩（遊佐梢[6]）

### 活動
- AnimeJapan（2016年3月26日）[7]
- 廣播節目《上坂堇文化部夜行》公開錄音（2016年4月29日）[8]

### 網路節目
- 熊出村 村莊振興放送 （2016年4月22日）來賓
- 上坂堇的文化部夜行（2016年5月5日） 來賓
- NICONICO頻道「軍事通信大學」（2019年7月18日－，NICONICO直播）主持人[9]

## 音樂CD

### 單曲
| 枚  | 發售日        | 標題 | 規格編號   | 規格編號   | 規格編號   | 最高位 |
| 枚  | 發售日        | 標題 | 初回限定盤 | 期間限定盤 | 通常盤     | 最高位 |
| --- | ------------- | ---- | ---------- | ---------- | ---------- | ------ |
| 1st | 2016年4月27日 |      | ZMCZ-10624 | 不適用     | ZMCZ-10625 | 67位   |

### 商業搭配
| 歌曲 | 商業搭配                 | 時期   |
| ---- | ------------------------ | ------ |
|      | 電視動畫《熊巫女》片尾曲 | 2016年 |

## 外部連結
- 事務所官方簡歷 （页面存档备份，存于）（日語）
- 花谷麻妃的Tumblr（日語）
- 花谷麻妃的X（前Twitter）（日語）